# Hildegardo
Hildegardo, właśc. Hildegardo de Almeida Magalhães (ur. 7 maja 1908 w Rio de Janeiro, zm. ?) – brazylijski piłkarz grający na pozycji środkowego obrońcy.

## Kariera klubowa
Hildegardo w latach dwudziestych i trzydziestych występował w klubie America Rio de Janeiro. Z Américą dwukrotnie zdobył mistrzostwo stanu Rio de Janeiro – Campeonato Carioca w 1928 i 1931 roku.

## Kariera reprezentacyjna
Hildegardo zadebiutował w reprezentacji Brazylii 6 września 1931 w wygranym 2-0 meczu z reprezentacją Urugwaju, którego stawką było Copa Rio Branco 1931. Był to jedyny jego mecz w reprezentacji Brazylii.